# 1680 en science
| Années de la science : 1677 - 1678 - 1679 - 1680 - 1681 - 1682 - 1683    |
| Décennies de la science : 1650 - 1660 - 1670 - 1680 - 1690 - 1700 - 1710 |

Cet article présente les faits marquants de l'année 1680 en science.

## Événements
- 8 juillet : expériences du physicien anglais Robert Hooke sur le son. Il met en vibration de la farine sur des plaques en verre avec un archet et découvre que la farine forme des motifs nodaux[1].
- 30 septembre : Robert Boyle dépose le processus de fabrication de phosphore à la Royal Society de Londres[2].
- 14 novembre : la grande comète de 1680, connue aujourd'hui comme C/1680 V1, est découverte par Gottfried Kirch. C'est la première comète découverte par télescope[3]. Les noms d'Eusebio Kino, Isaac Newton, Johannes Hevelius sont également associés à cette comète.

- Chaire de chimie à l’université de Montpellier[4].

## Publications
- Giovanni Alfonso Borelli : De motu animalium. Première partie, posthume.
- Jean-Étienne Kestler : Physiologia kircheriana experimentalis, qua… naturalium rerum scientia per experimenta physica, mathematica, medica, chymica, musica, magnetica, mechanica comprobatur atque stabilitur (La physiologie expérimentale de Kircher), selon des textes de Kircher, par un de ses élèves.
- Edme Mariotte : De la nature des couleurs.
- Robert Morison : Plantarum Historiae Universalis Oxoniensis, Pars Secunda, seu Herbarum Distributio Nova per Tabulas Cognationis et Affinitatis ex Libro Naturae observata et detecta (Deuxième partie de l'histoire botanique universelle d'Oxford, c'est-à-dire Réarrangement des herbes en tables de parenté et d'affinité)[5].
- Edward Tyson : Phocaena, or the anatomy of a porpess, dissected at Gresham Colledge. Il fait la description d'un marsouin femelle et conclu que c'est un mammifère qui aurait des ancêtres terrestres[6].

- Première parution de A new map of New England, New York, New Iarsey, Pensilvania, Maryland and Virginia, de Robert Morden (en) et Phillip Lea (la parution s'étendra jusqu'à 1699). Aussi, de Borden seul, carte de l'Allemagne.

## Naissances
- John Colson (mort en 1760), mathématicien anglais.
- John Machin (mort en 1751), mathématicien anglais.

## Décès

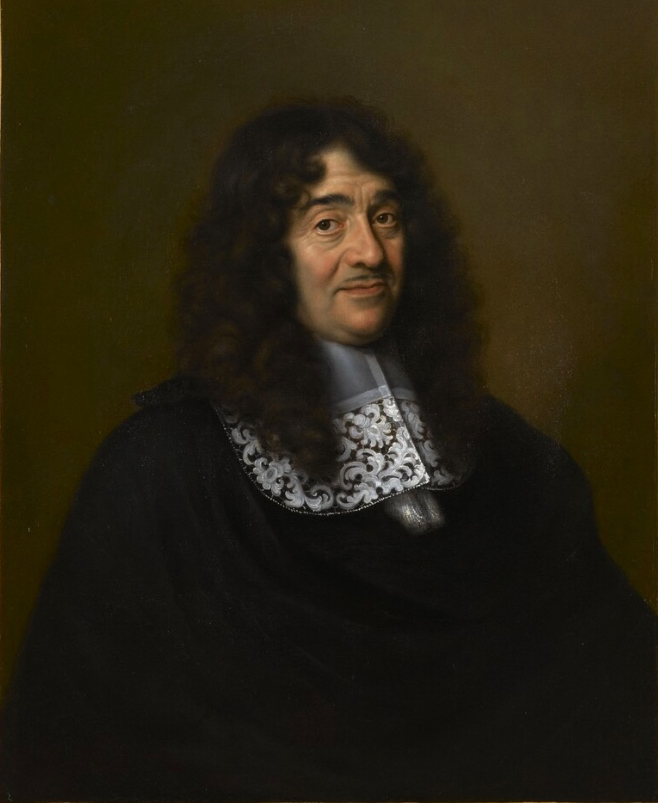
Portrait de Pierre-Paul Riquet.

- 17 février : Jan Swammerdam (né en 1637), naturaliste hollandais.
- 2 juin : Nicolas de Croixmare (né 1629), écrivain, mathématicien et alchimiste français.
- 30 septembre : Johann Grueber (né en 1623), missionnaire jésuite, astronome et explorateur autrichien de la Chine.
- 4 octobre : Pierre-Paul Riquet (né en 1609), ingénieur français, constructeur du Canal du Midi.
- 27 novembre : Athanasius Kircher (né en 1601), jésuite, graphologue, orientaliste, esprit encyclopédique et scientifique allemand.
- Otto Tachenius (né vers 1610), médecin, pharmacien, chimiatre et alchimiste allemand, installé à Venise.